# Planina pri Sevnici
Planina pri Sevnici este o localitate din comuna Šentjur, Slovenia, cu o populație de 413 locuitori.